# Gawayn
Gawayn (Ou como também ficou conhecido "Em Busca de Gawayn" é um desenho animado criado e desenhado por Jan Van Rijsselberge, produzido pela italiana Alphanim e pela francesa TV Mondo e exibido originalmente em 2009. No Brasil o desenho foi exibido inicialmente em 2009 pelo canal Disney XD, e em 25 de março de 2013 foi exibido pelo canal Gloob. O título da série se refere ao sobrinho do Rei Artur, Gawain.
Em Portugal, o desenho foi exibido inicialmente em 2009 pelo canal RTP 2 e em Outubro de 2010 foi exibido pelo Canal Panda atualmente, é exibido pela RTP 2 e em 6 de dezembro de 2014, voltou a emitir no Biggs (apenas a 2.ª temporada), agora a série é exibida em três canais portugueses: No canal pago RTP Açores e nos abertos RTP2 e RTP1.

## Sinopse
Na cidade mística de Camelot:
- William é um otimista cavaleiro em treinamento por Sir RoderickA complicação começa quando o malvado Duque de Amaraxos encolhe a Princesa Gwendolyn e assume o reino, então William começa uma jornada com seus amigos Elspeth, uma aprendiz de feiticeira de 11 anos de idade e Xiao Long, um jovem sábio em treinamento da Ásia, e assim começam as aventuras para desfazer a terrível maldição.

## Exibições mundiais
| País     | Canal                            | Ano                    |
| -------- | -------------------------------- | ---------------------- |
| Itália   | Rai 3                            | 1 de março de 2010 –   |
| Bélgica  | RTBF                             | 2009 –                 |
| França   | France 3, Gulli                  | 19 de agosto de 2009 – |
| Canadá   | CBC                              | 2010 –                 |
| Portugal | RTP 1, RTP 2, Canal Panda, Biggs | 2009 –                 |
| Brasil   | Disney XD, Gloob                 | 2010 –                 |

## Episódios
- Rex Tamanho Família
- Compras Agitadas
- O Herói do Bandolim
- Sim, Senhor Duque!
- Xiao Apaixonado
- Doutor Roddy
- O Grande Concurso de Culinária
- Problemas de Amor
- A Convenção dos Animais
- Me Dá uma Beijoca?
- Miss Princesa
- Eco-Missão
- Exploradores Mirins
- A Toda Velocidade
- A Batalha de Gwen
- O Melhor Amigo de Roddy
- Interferência
- A Vila das Bruxas
- Vai Capitão Roddy!
- Griselda!
- O Grande Jogo de Splotchbola
- Uma Noite no Castelo
- Cabeleireiro Ou Vilão
- Contato Alienígena
- Sistema Estelar
- A Qualquer Custo
- Ursinho Monstrengo
- Os Superexploradores
- Quack-Quack!
- O Impronunciável
- Exploradores: Melhores e Melhorados
- O Baile
- Braço de Aço
- Segredos Culinários
- A Volta na Volta do Tempo
- De Volta Às Aulas
- Em Bolsa de Mulher Não Se Mexe
- Fã Numero Um
- O Monge Que Copiava
- Memória Volta Aqui!
- De Médico E Louco, Todo Mundo Tem Um Pouco.
- Eletrodoméstico Assassino
- O Casamento
- O Senhor Eficaz
- O Cavaleiro Invejoso
- Coelhândia
- Sonho Meu
- Minha Vida É Ou Não É Um Conto de Fadas?
- Ilha das Ovelhas
- Filhinho da Mamãe
- A Maldição da Velhice
- Na Mão do Palhaço

## Dublagem brasileira
| Personagem         | Dublador                                                       |
| ------------------ | -------------------------------------------------------------- |
| Duque de Amaroxos  | Élcio Romar (1ª temporada) Márcio Simões (2ª temporada)        |
| Rex Barata         | ? (1ª Temporada) Mckeidy Lisita (2ª temporada)                 |
| Roderick           | Hércules Franco (1ª temporada) Marcelo Garcia (2ª temporada)   |
| Princesa Gwendolyn | Jullie (1ª temporada) Márcia Coutinho (2ª temporada)           |
| Xiao Long          | Matheus Perissé (1ª temporada) Charles Emmanuel (2ª temporada) |
| William            | Fabrício Vila Verde                                            |
| Elspeth            | Jéssica Vieira (1ª temporada) Fernanda Baronne (2ª temporada)  |
| Avô                | Carlos Seidl                                                   |
| Narrador           | Luís Carlos Persy                                              |
| Spyder             | Francisco Jr.                                                  |